# Мадона ди Кампиљо
Мадона ди Кампиљо је насеље у Италији у округу Тренто, региону Трентино-Јужни Тирол.
Према процјени из 2011. у насељу је живјело 656 становника. Насеље се налази на надморској висини од 1514 м.

## Фестивали и спортска такмичења
Насеље је често домаћин свјетског купа у алпском скијању, као и такмичења у Сноубордингу. Тим формуле 1 — [[Скудерија Ферари[], као и тим Мото џи пи шампионата — Дукати корсе, имају медијске догађаје у јануару у насељу. Љети је Мадона ди Кампиљо домаћин Рели стела Алпина трке. Старт и циљ мото трке је у Мадони ди Кампиљо. Шведски алпски скијаш — Ингемар Стенмарк, освојио је свој први ворлд куп у
Мадони ди Кампиљо 17. децембра 1974.

### Ђиро д’Италија
Мадона ди Кампиљо вила је домаћин двије етапе Ђиро д’Италије. Први пут 1999, када је Марко Пантани тријумфовао у розе мајици, али је наредног јутра дисквалификован и одузета му је побједа због високог нивоа хематокрита у крви. Други пут је Кампиљо вожен 2015, на етапи од Маростике, у дужини од 165 km. Побиједио је Микел Ланда.
| Година | Етапа | Старт етапе | Дистанца (km) | Побједник етапе | Лидер трке       |
| ------ | ----- | ----------- | ------------- | --------------- | ---------------- |
| 2015.  | 15    | Маростика   | 156           | Микел Ланда     | Алберто Контадор |
| 1999.  | 20    | Предацо     | 175           | Марко Пантани   | Марко Пантани    |